# 致道博物館
致道博物館（ちどうはくぶつかん）は、山形県鶴岡市にある山形県の登録博物館である。名称は旧庄内藩の藩校「致道館」に由来し、同藩校で使用されていた文物や用具に加え庄内地方の民俗資料が収蔵・展示されている。運営は公益財団法人致道博物館。また近隣の歴史的建造物も敷地内に移設保存している。
本記事では関連施設である松ヶ岡開墾場についても後述する。

## 沿革
博物館のある鶴岡市中心部一帯は旧庄内藩の藩庁が置かれた鶴ヶ岡城の域内にあたり、旧藩主家当主酒井忠良が土地建物を所有していた。1950年（昭和25年）、酒井から土地建物及び文化財等を寄付され財団法人以文会が設立された。その後、1952年（昭和27年）に財団法人以文会立致道博物館、1957年（昭和32年）に財団法人致道博物館と改称、2012年（平成24年）度から公益財団法人に移行、公益法人改革を機に松ケ岡の開墾記念館、農具館も運営、2013年（平成25年）度からは藩校致道館の管理（指定管理）をおこなう。

## 概要
当地は鶴ヶ岡城三の丸跡地であり、かつては藩主の御用屋敷があった。現在は、御隠殿と呼ばれる藩主の隠居所の一部と酒井氏庭園に加え、広大な敷地を利用して旧西田川郡役所、旧鶴岡警察署庁舎、旧渋谷家住宅が移築され、さらに収蔵庫・民具の蔵がそれぞれ独立して配置されている。庄内藩校致道館の資料、書院造の庭園、民具など、重要有形民俗文化財8種5,350点を収蔵・展示している。

### 御隠殿
御隠殿（ごいんでん）は1863年（文久3年）に庄内藩江戸柳原および下谷の御殿を解体・移築したもので、致仕・帰郷した九代藩主酒井忠発が隠居所とした。現在は玄関と奥の座敷（関雎堂）が残り、関雎堂からは酒井氏庭園（後述）を望むことができる。致道館の文物や酒井氏ゆかりの文化財（庄内竿など）を展示。関雎堂から続く茶室・三餘室（さんよしつ）は、後述する松ヶ岡開墾にあたった菅実秀（臥牛と号す）の庵。

### 酒井氏庭園
御隠殿の北面に造られた築山泉水庭。国の名勝に指定。築庭年代は不明。典型的な書院庭園とされる。

### 旧西田川郡役所
棟梁・高橋兼吉と石井竹次郎の設計になる木造二階・両翼一階建、二階屋根上に時計台を有する建造物。1881年（明治14年）竣工、1972年（昭和47年）に当地へ移築。国の重要文化財に指定。明治天皇の東北巡幸の際に宿舎となった。

### 旧鶴岡警察署庁舎
高橋兼吉の設計になる木造二階・入母屋造の建造物。1884年（明治17年）竣工、1957年（昭和32年）に当地へ移築。2009年（平成21年）に国の重要文化財に指定。2013年（平成25年）から2017年（平成29年）にかけて解体修復工事がおこなわれた。

### 旧渋谷家住宅
鶴岡市田麦俣の多層民家を移築したもので、一重三階寄棟造茅葺き。1822年（文政5年）に建てられ、1965年（昭和40年）に当地へ移築。国の重要文化財に指定。寄棟造の建物に蚕室を設けるため、妻の部分の屋根を切り上げた独特の形状（かぶと造）を成す。茅葺屋根の防虫を目的とした火焚き（囲炉裏に火を入れ、煙で燻す作業）が毎年1月から3月頃までの期間で行われている（開始日・終了日はその年によって異なる）。

### 松ヶ岡開墾場

松ヶ岡開墾場のパノラマ写真

松ヶ岡開墾場（まつがおかかいこんじょう）は、明治初期に旧庄内藩士多数が参加して開墾した松ヶ岡開墾地（明治新政府の生糸立国という殖産興業政策に応じる形で月山麓の原生林を切りひらいて始められた開拓地）の中心施設で、当時建設された大蚕室10棟のうち5棟が現存する。現在の鶴岡市羽黒町松ヶ岡にある。
1870年（明治3年）、戊辰戦争後、明治政府による藩兵解体・秩禄処分への流れが強まる中、養蚕業による藩士救済を企図した酒田県権大参事・菅実秀（すげ さねひで、1830年（天保元年） - 1903年（明治36年））、戊辰戦争時の庄内藩中老）の指導の下で旧藩士およそ3,000人が参加して1872年（明治5年）から月山山麓の開墾が行われた。1874年（明治7年）までに300ヘクタール以上の桑園が造成され、旧西田川郡役所や旧鶴岡警察署等の建設にあたったのと同じ高橋兼吉の手により大規模桑園に見合う養蚕施設として大蚕室10棟が1877年（明治10年）までに建設され、松ヶ岡開墾場となった。開墾場の運営は地縁団体松ケ岡開墾場、農事組合法人松ヶ岡農場は地区内に約55ヘクタールの農地を所有して農場経営を継続している。
1989年（平成元年）に国の史跡に指定。1993年（平成5年）、明治初期に建築された大蚕室10棟のうち5棟が現存、うち4棟が一般公開されている。公益財団法人致道博物館は松ケ岡開墾記念館、庄内農具館、米づくり用具収蔵庫を運営している。
2016年（平成28年）2月、鶴岡市が致道博物館と松岡物産および開拓者の子孫らで組織する地縁団体らから老朽化が進み、維持管理が困難な状態にある松ヶ岡開墾場の施設等を買い取って保全する方針を明らかとした。市は買取によって文化庁の日本遺産への認定を前提として修復整備を進め、地域振興策であるシルクタウン・プロジェクトの中核施設として活用していきたいとしている。
以下、主要な建築物とその概要。特に呼称がある場合は括弧内に示す。
1番蚕室（松ヶ岡開墾記念館）
養蚕や織物に関する資料、全国の郷土玩具を展示。1983年開館。2019年4月、リニューアルオープン。
2番蚕室
食事処、ショップ、ギャラリー等が位置する。
3番蚕室
蚕の飼育。庄内映画村・松ヶ岡産業事務所。
4番蚕室
4番蚕室には2022年4月16日に体験型施設「シルクミライ館」が開館した（開館は午前9時〜午後4時、水曜日（祝日の場合は翌平日）及び年末年始休館）。
5番蚕室（映画村資料館）
庄内映画村資料館。当地で撮影が行われた映画『蟬しぐれ』などに関する展示。ロケの様子や新聞連載時の挿絵を見ることができる。施設を所有する市が、資料館がある五番蚕室を建築構造などが見学できる施設にするため、2019年12月1日で閉館を予定。
松ヶ岡本陣
1622年（元和8年）、庄内藩初代藩主酒井忠勝が築城整備の間、建設した仮御殿高畑御殿を本とする。1686年（貞享3年）、このうち一棟を現在の鶴岡市藤島地域内に移し御茶屋もしくは藤島本陣と称した。さらに1872年（明治5年）、松ヶ岡開墾の本陣として当地に移築。非公開。
新徴屋敷
1870年（明治3年）に現在の鶴岡市大宝寺と道形の間に建設された建物を、1875年（明治8年）に当地へ移築。元々は、解散した「新徴組」の隊士らが庄内へ移住する際にその住居として建設されたもの。

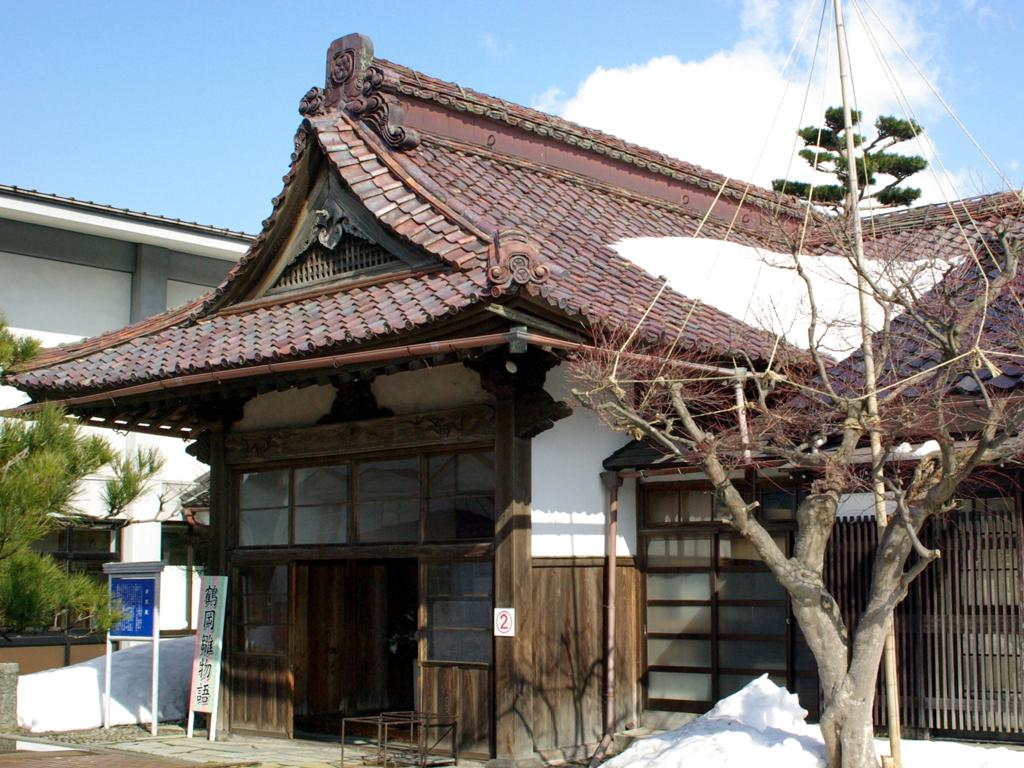
御隠殿
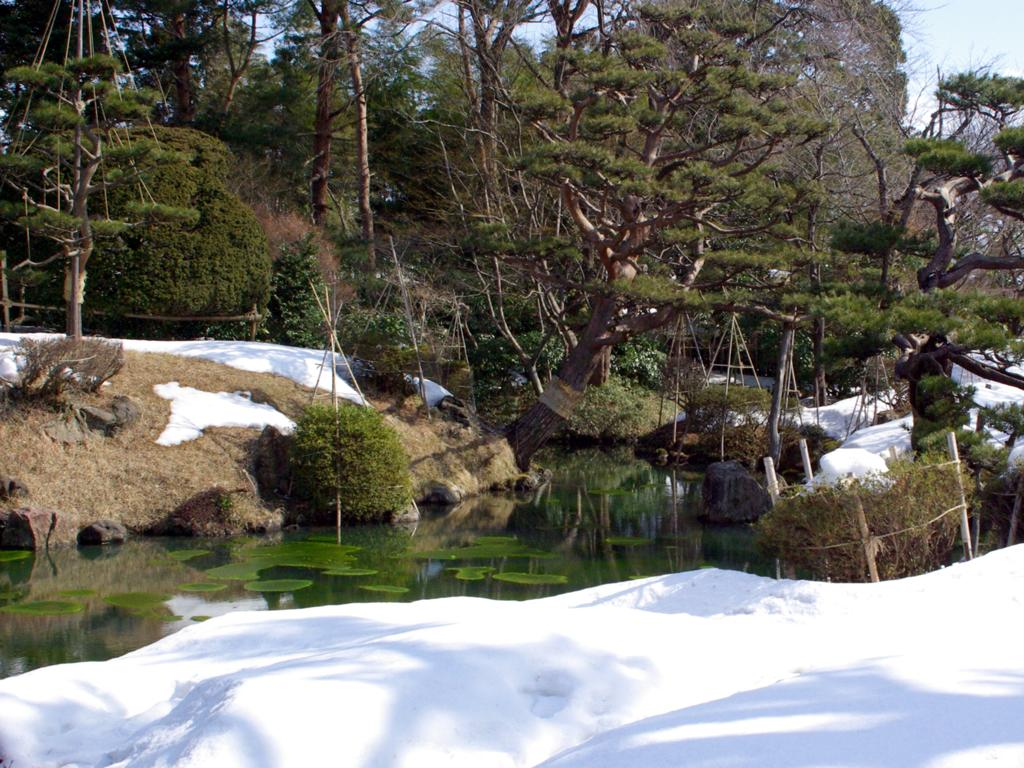
酒井氏庭園
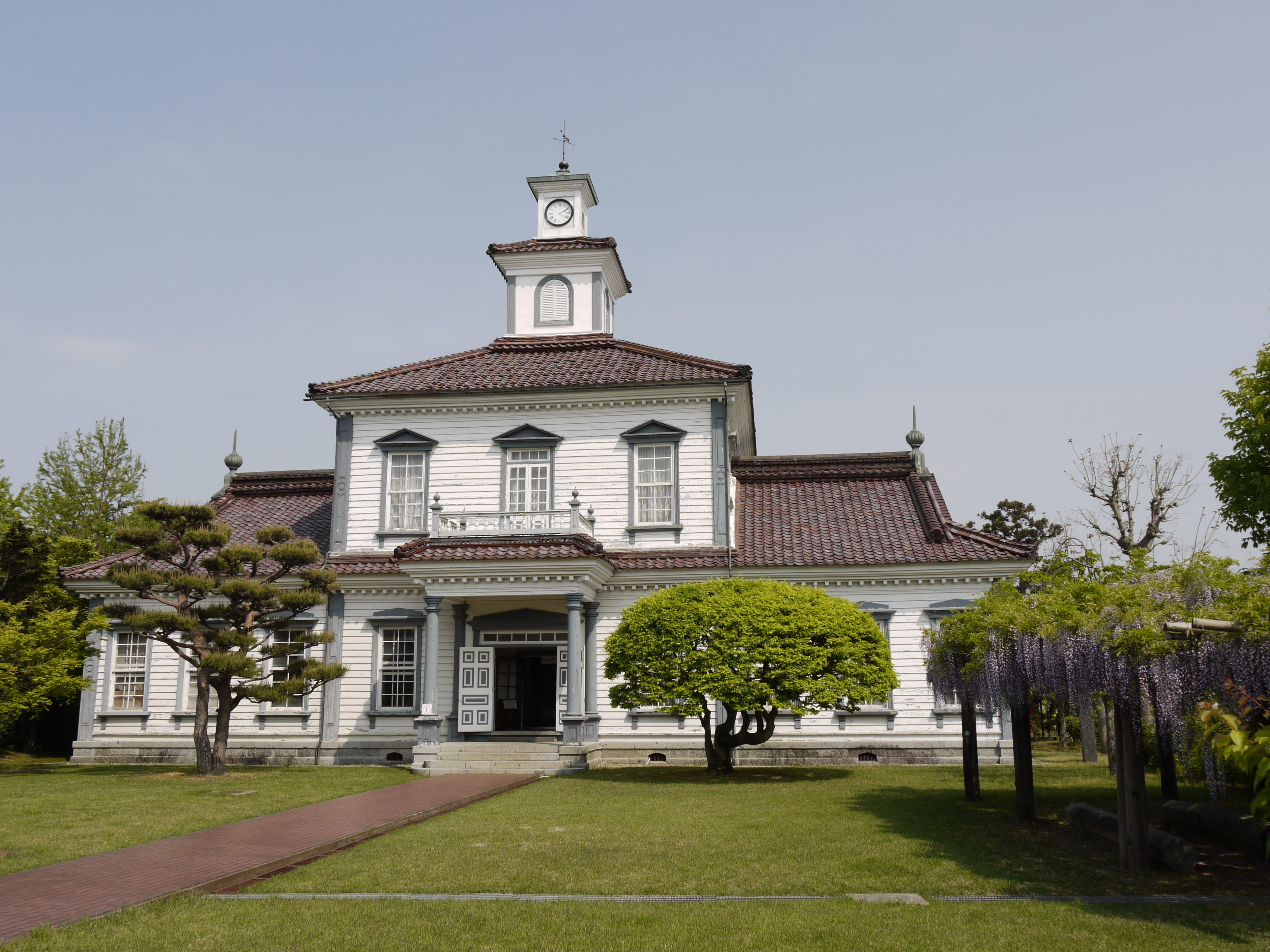
旧西田川郡役所（2013年5月）
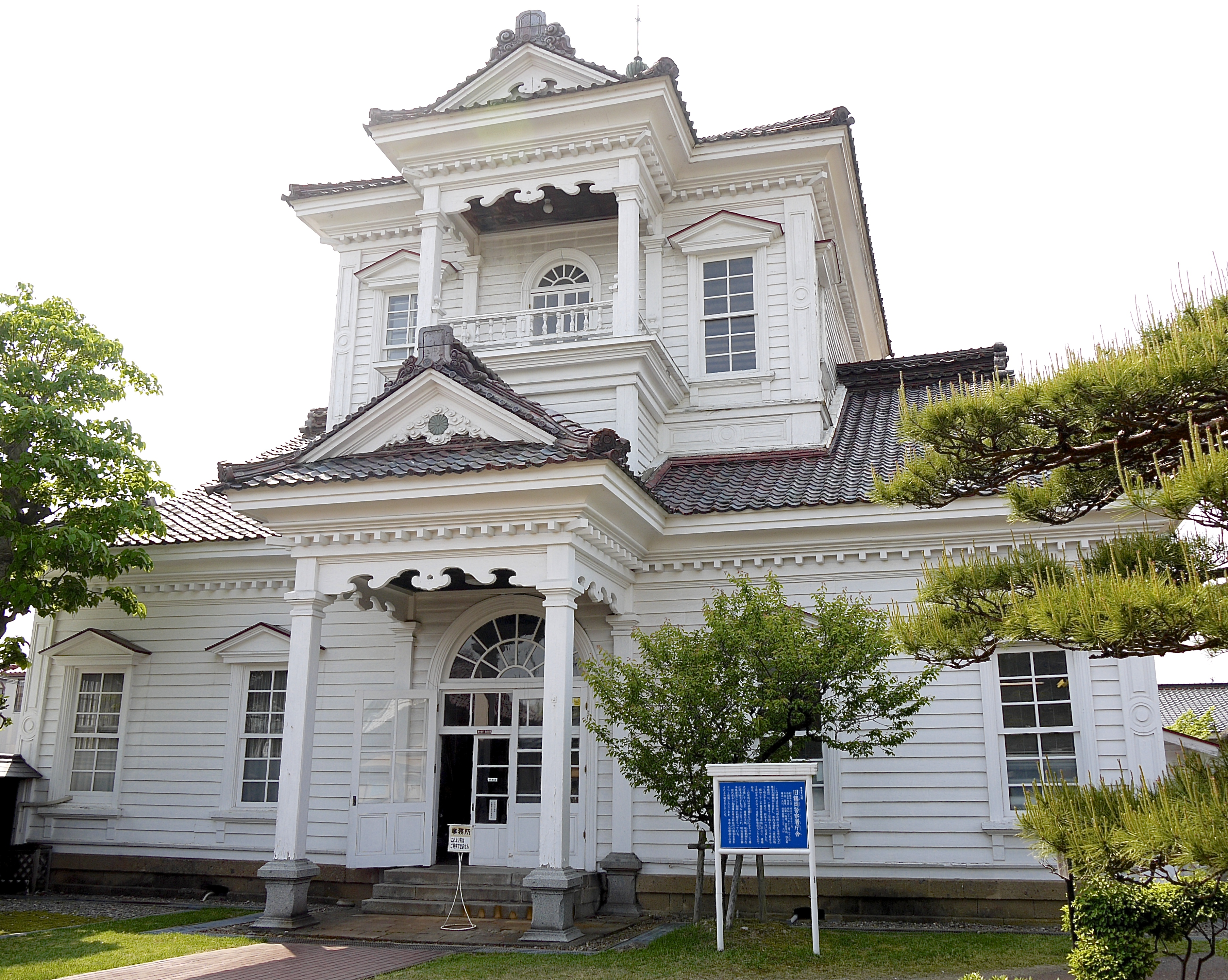
旧鶴岡警察署庁舎（2013年5月）
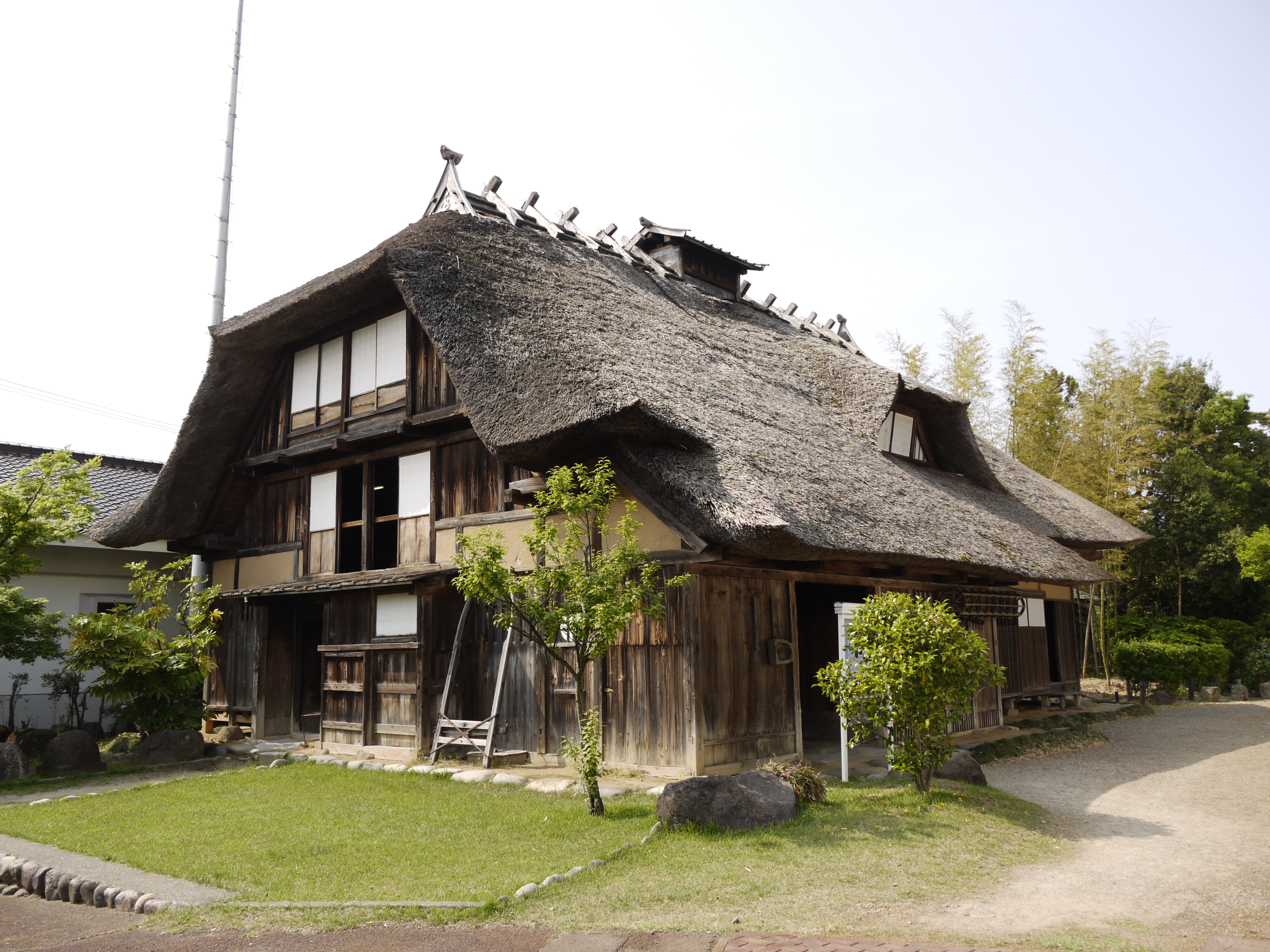
旧渋谷家住宅（2013年5月）
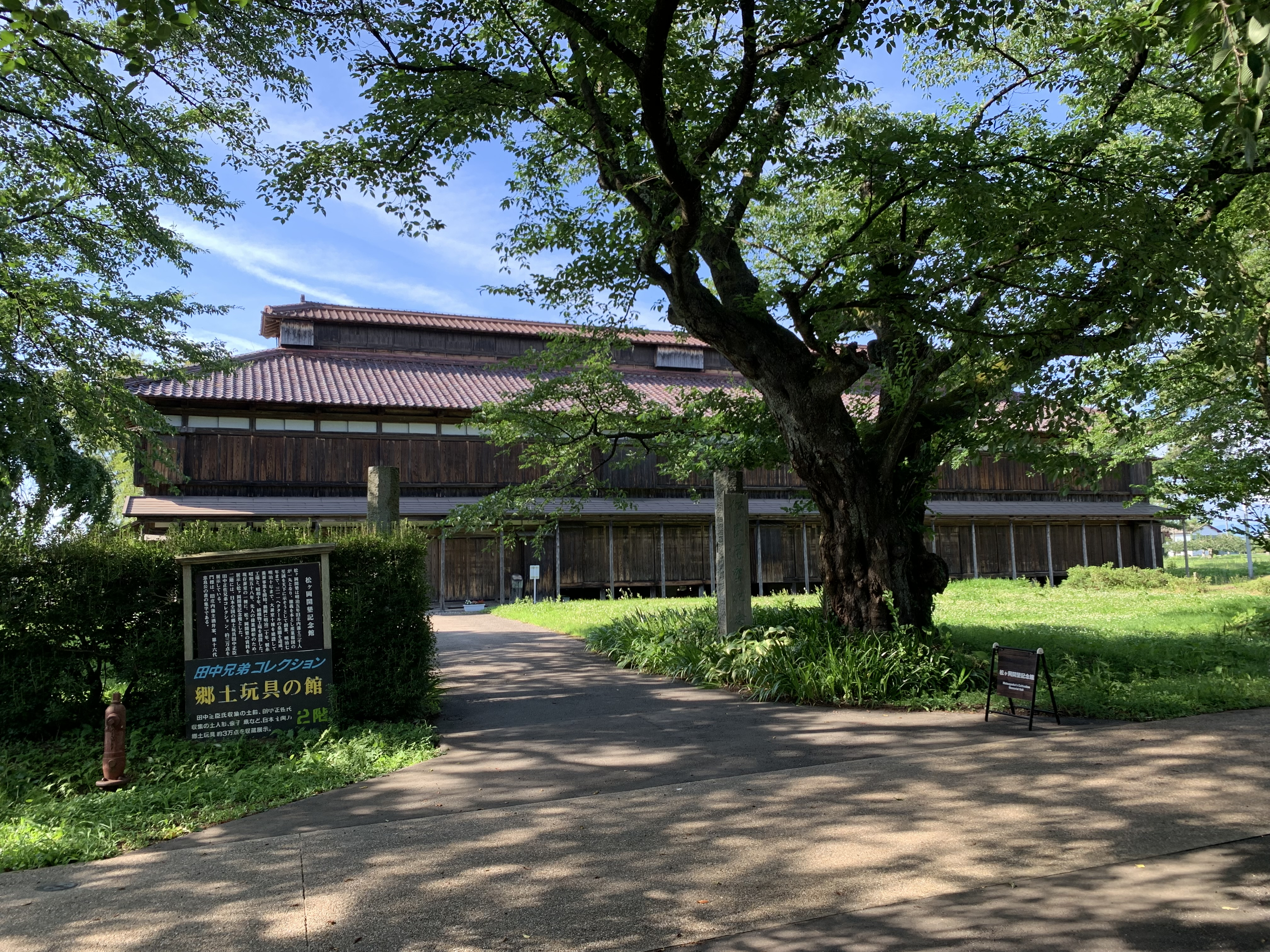
松ヶ岡開墾記念館
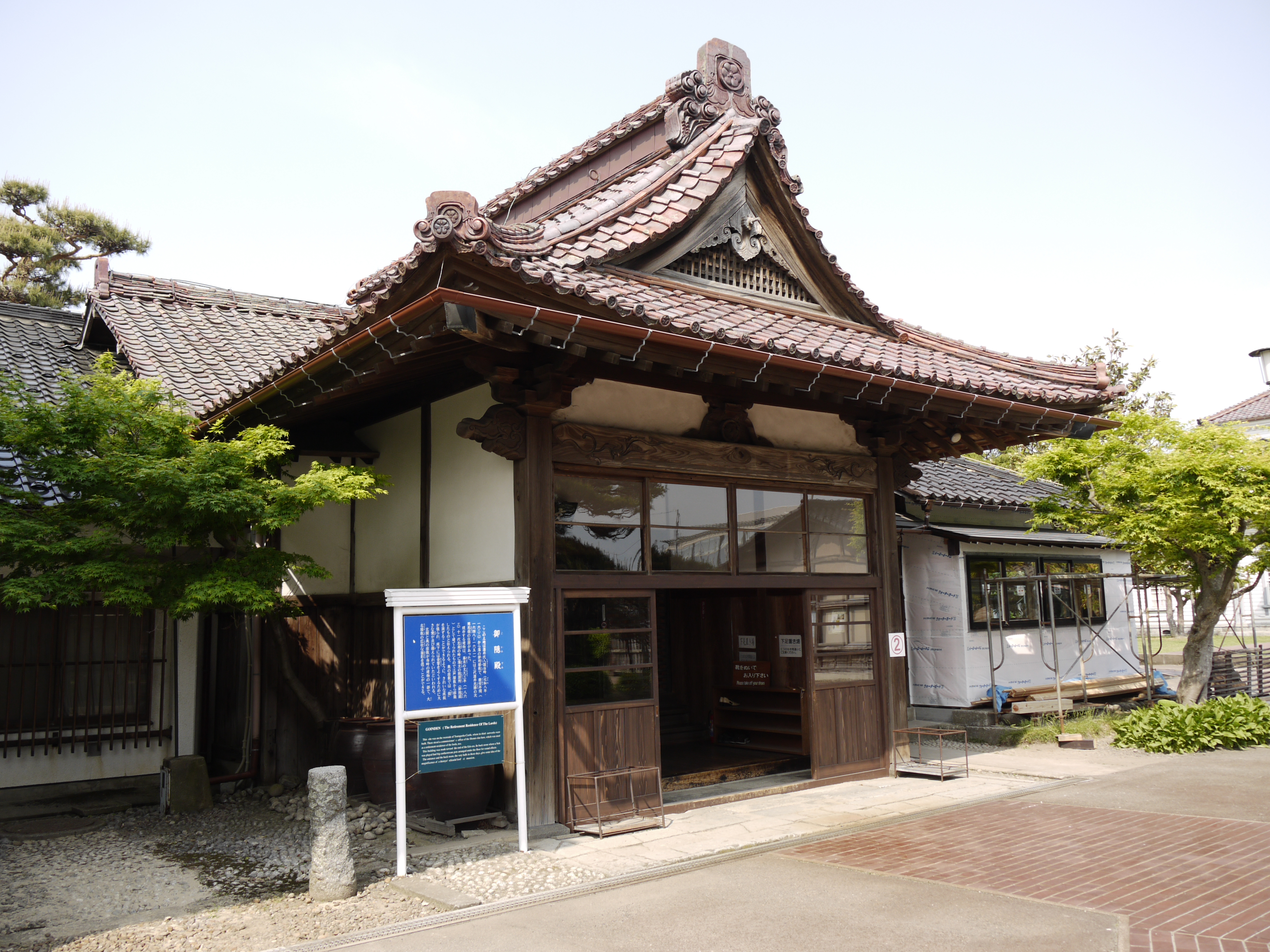
御隠殿（2013年5月）
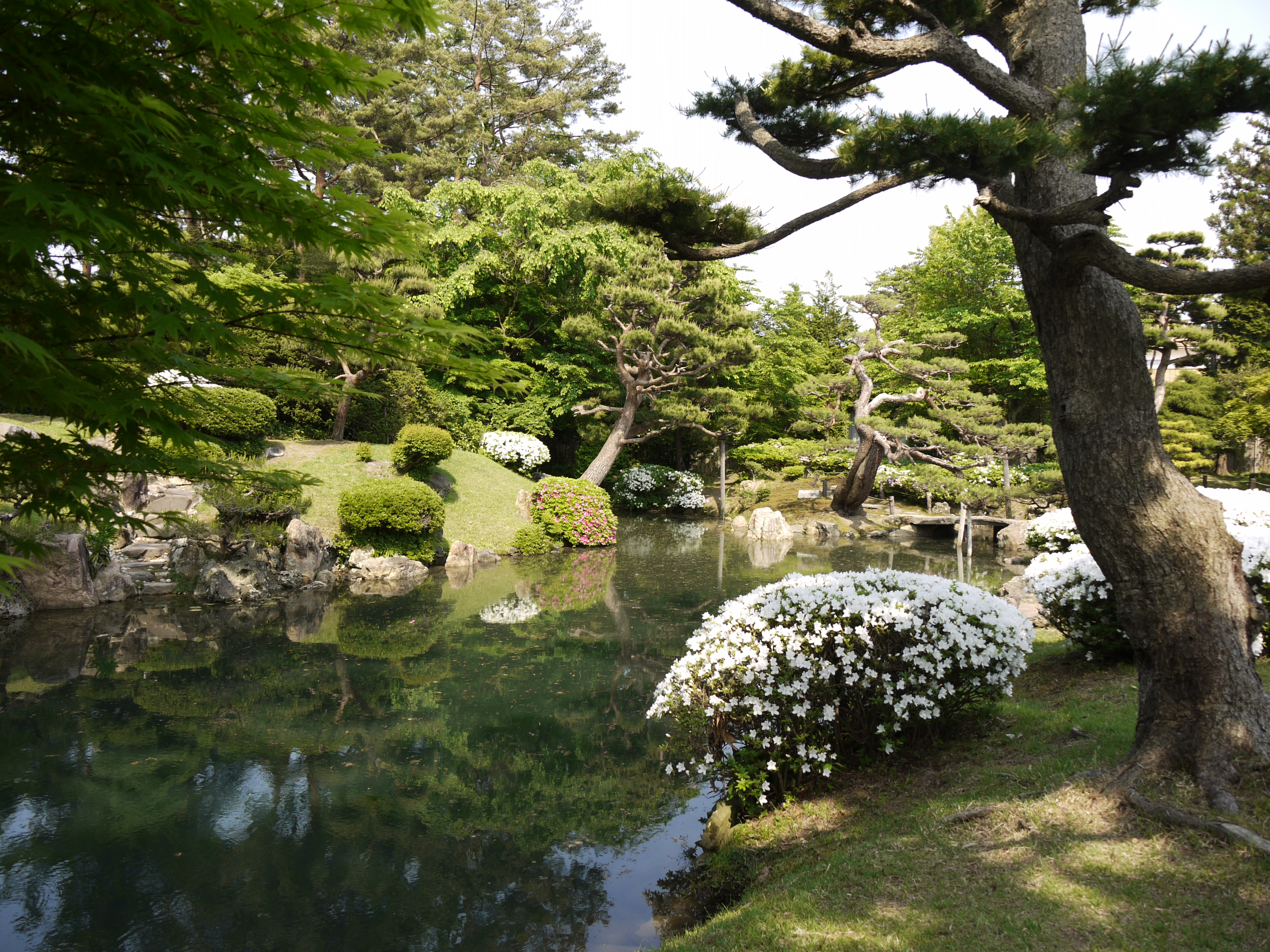
酒井氏庭園（2013年5月）
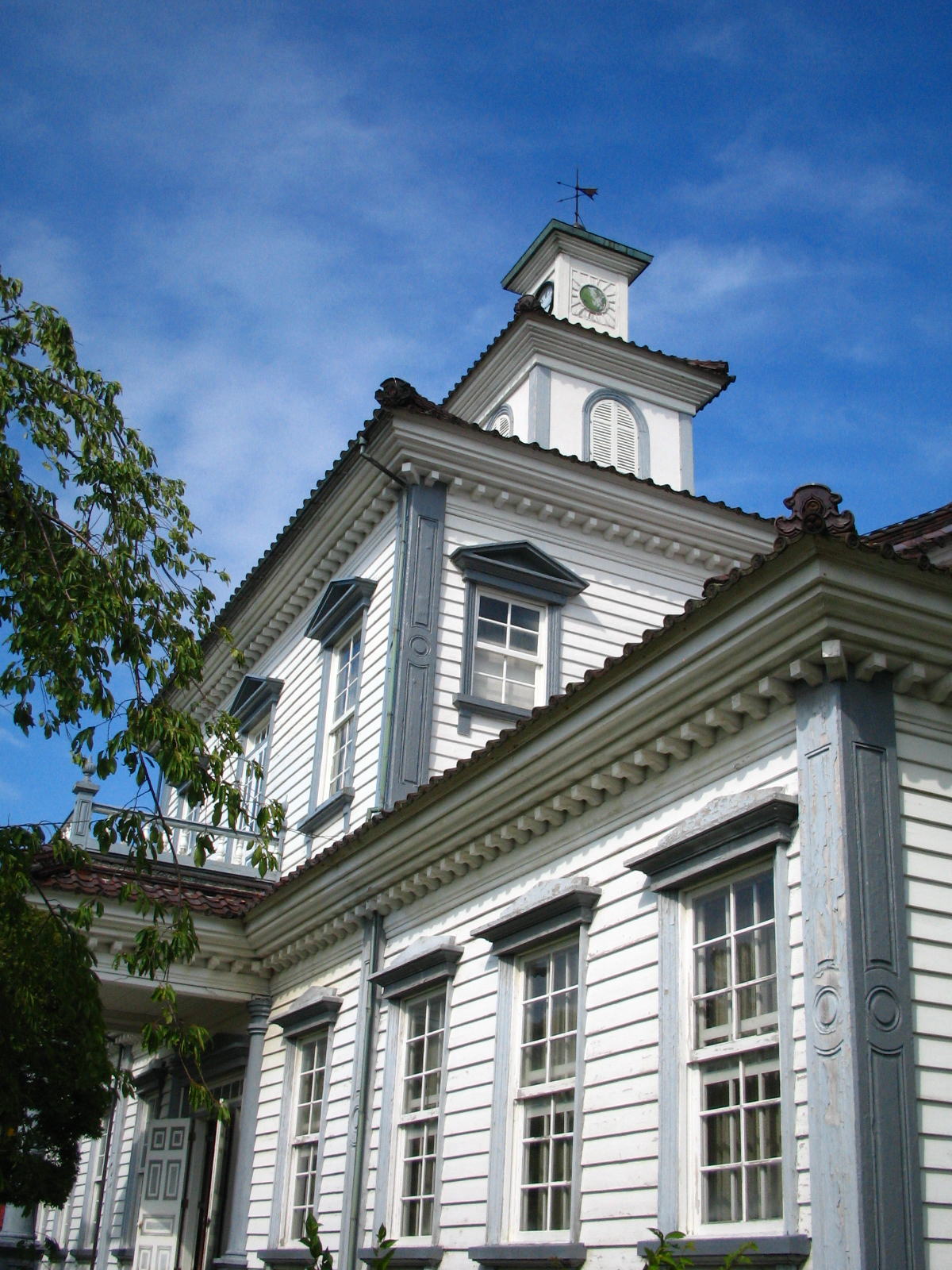
旧西田川郡役所
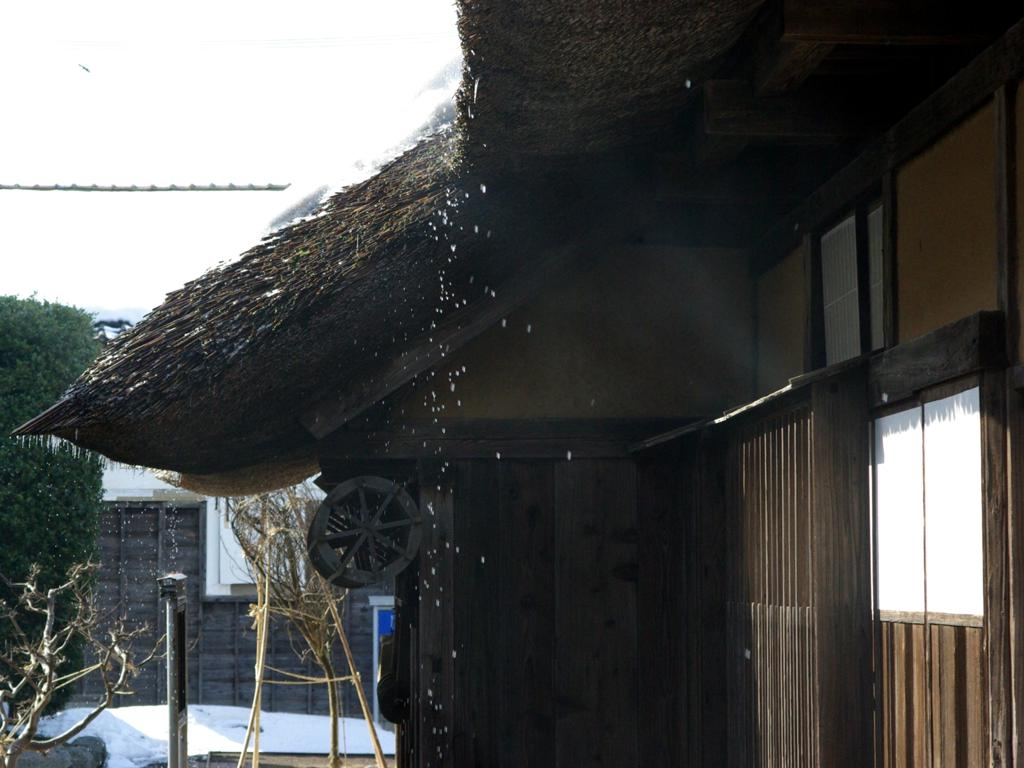
旧渋谷家住宅

## 文化財

### 国宝
- 太刀 銘信房作
- 太刀 銘真光

### 重要文化財
- 旧西田川郡役所
- 旧鶴岡警察署庁舎
- 旧渋谷家住宅
- 禅院額字「潮音堂」
- 色々威胴丸（兜、頬当、大袖、籠手付）（酒井忠次所用）
- 短刀 銘吉光（信濃藤四郎）

### 名勝
- 酒井氏庭園

### 重要有形民俗文化財
- 最上川水系の漁撈用具 810点
- 庄内および周辺地のくりものコレクション 229点（附 工具 21点）
- 庄内のばんどりコレクション 116点
- 庄内の仕事着コレクション 126点
- 庄内の米作り用具 1,800点
- 庄内の木製酒器コレクション 77点
- 庄内浜及び飛島の漁撈用具 1,937点
- 大宝寺焼コレクション 234点

## 関係者

### 歴代館長
- 初代：犬塚又太郎
- 2代：酒井忠一
- 3代：酒井忠久

## 所在地とアクセス

### 致道博物館
山形県鶴岡市家中新町10-18
- JR鶴岡駅から庄内交通バスで約10分
- 鶴岡ICから車で約6分

### 松ヶ岡開墾場
山形県鶴岡市羽黒町大字松ヶ岡字松ヶ岡29
- JR鶴岡駅より車で約20分

鶴岡ICから車で約30分、庄内あさひICから車で約20分
庄内空港とJR鶴岡駅との間を約30分で結ぶリムジンバスが出ている。